# Lisa Angiolini
Lisa Angiolini (Poggibonsi, 29 giugno 1995) è una nuotatrice italiana, specializzata nella  rana e nello stile libero.

## Biografia
Agli europei di Budapest 2021, disputati alla Duna Aréna nel maggio 2021, si è aggiudicata la medaglia di bronzo nella staffetta 4x200 metri stile libero, con Stefania Pirozzi, Sara Gailli, Simona Quadarella e Federica Pellegrini, senza disputare la finale.
Agli europei di Roma 2022, il 13 agosto conquista la medaglia d’argento nella gara dei 100 metri rana femminile con il tempo di 1'06"34, subito alle spalle della connazionale Benedetta Pilato.

## Palmarès
| Anno | Manifestazione          | Sede     | Evento        | Risultato | Prestazione | Note  |
| ---- | ----------------------- | -------- | ------------- | --------- | ----------- | ----- |
| 2021 | Europei                 | Budapest | 4x200 m sl    | Bronzo    | 7'56"72     | [ 2 ] |
| 2022 | Giochi del Mediterraneo | Orano    | 50 m rana     | Oro       | 30"87       |       |
| 2022 | Giochi del Mediterraneo | Orano    | 100 m rana    | Oro       | 1'07"59     |       |
| 2022 | Giochi del Mediterraneo | Orano    | 4x100 m misti | Oro       | 4'04"65     |       |
| 2022 | Europei                 | Roma     | 100 m rana    | Argento   | 1'06"34     |       |